# Kepler-283c

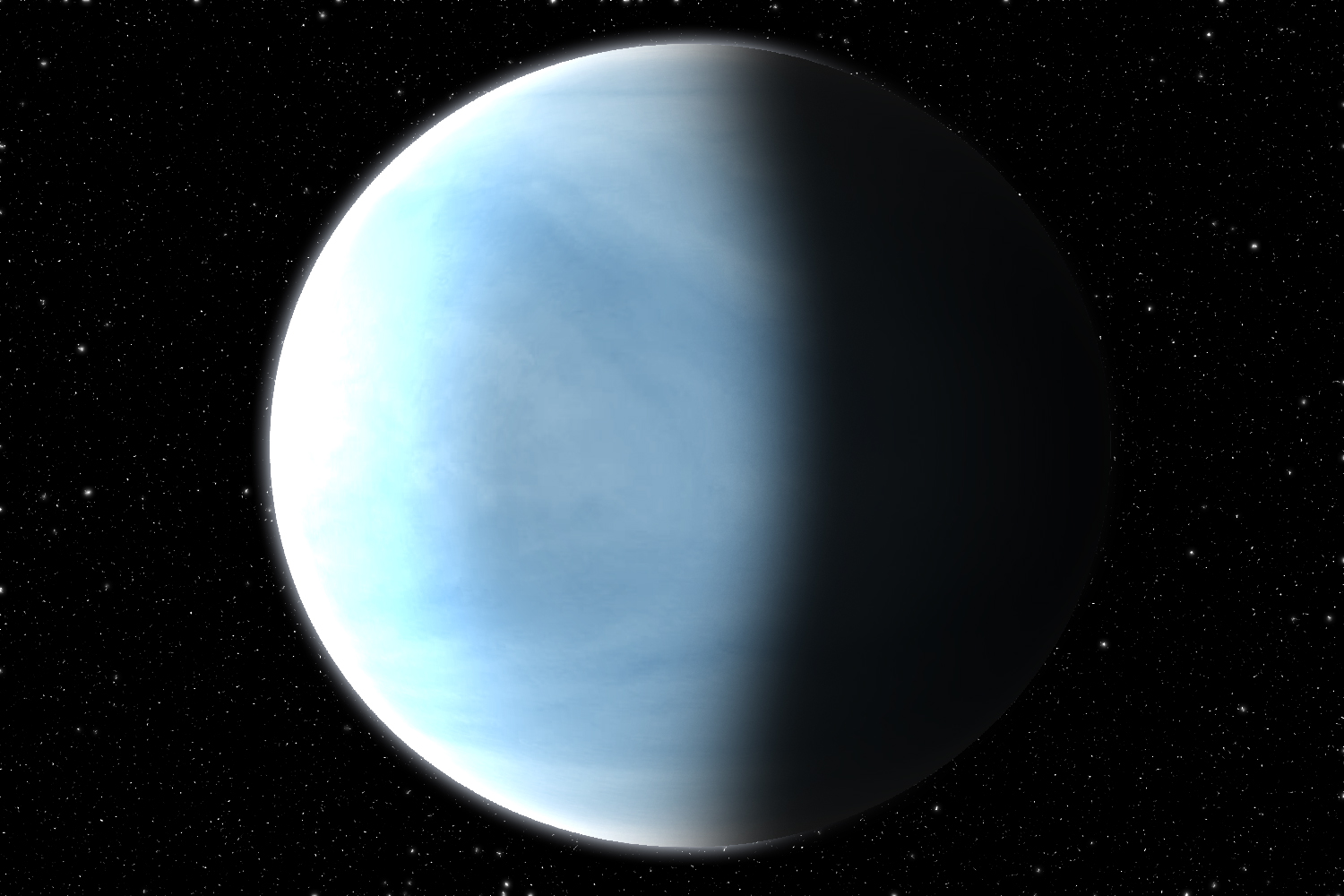
Impressão artística de Kepler-283c.

Kepler-283c é um exoplaneta que orbita a estrela de classe K Kepler-283 a cada 93 dias na zona habitável circunstelar. Tem uma temperatura de superfície de 238,5 K (−34,6 °C; −30,4 °F). O Laboratório de Habitabilidade Planetária (PHL, na sigla em inglês) da Universidade de Porto Rico em Arecibo atualmente não avalia o planeta como sendo habitável.